# 林哲龙
林哲龙（1956年—），福建连江人，汉族，中华人民共和国政治人物、第十一届全国人民代表大会福建地区代表。
加入中共。担任、官坞海洋开发有限公司董事长兼总经理、龙安育苗集团董事长。2008年起担任全国人大代表。